# Cap de Boloriu
El Cap de Boloriu és una muntanya de 1.471 metres que es troba al municipi de les Valls de Valira, a la comarca de l'Alt Urgell.